# Araneoidea
Araneoidea es una superfamilia de arañas araneomorfas, con catorce familias de arañas, todas con ocho ojos:
- Anapidae: 38 géneros, 150 especies
- Araneidae: 168 géneros, 3029 especies
- Cyatholipidae: 23 géneros, 58 especies
- Linyphiidae: 587 géneros, 4412 especies
- Mysmenidae 23 géneros, 123 especies
- Nesticidae: 9 géneros, 209 especies
- Pimoidae: 4 géneros, 37 especies
- Symphytognathidae: 7 géneros, 66 especies
- Synaphridae: 3 géneros, 13 especies
- Synotaxidae: 14 géneros, 82 especies
- Tetragnathidae: 47 géneros, 955 especies
- Nephilidae: 4 géneros, 61 especies
- Theridiidae: 119 géneros, 2324 especies
- Theridiosomatidae: 16 géneros, 89 especies